# Людський фактор
Людський фактор у загальному визначається як сукупність основних соціальних якостей людини, які історично склалися в суспільстві. До них належать ціннісні орієнтири, моральні принципи, норми поведінки, життєві плани, рівень знань та інформованості, характер трудових та соціальних навичок, установки та уявлення про особисто значимі елементи соціального життя — соціальну справедливість, про права і свободи людини, про громадянський обов'язок.
На практиці цей фактор розглядається при прийнятті людиною неправильного (алогічного) рішення в конкретній ситуації або як сукупність певних якостей особистості.
Єдиного визначення поняття «людського фактора» немає, у багатьох галузях знань та сферах професійної діяльності є своя інтерпретація.
Найбільшої уваги приділяється людському фактору в безпеці, техніці, управлінні, військовій справі.

## Зародження терміну
Вперше розглядати поняття «людський фактор» розпочали з кінця ХІХ сторіччя, коли стали вивчати причини виникнення аварій та катастроф на залізничному транспорті та в авіації. Німецький психолог Гуго Мюнстерберг на початку ввів таке поняття, як «особистісний фактор», під яким розумілися помилкові дії людини під час керування літаком. У дослідженнях деяких вчених під «особистісним фактором» визначається індивідуальний вплив людини (особистості) на невдачу (подію), а «людський фактор» — вплив на цю подію всіх можливих учасників певного процесу.

## Складові особистісного фактора
Виділяють такі складові особистісного фактора, які пов'язані між собою в такому співвідношенні, коли зміна однієї веде до певних змін інших:
- біологічна;
- психологічна;
- соціальна.

Під біологічною складовою розуміється генотип та фенотип людини. Якщо генотип не змінюється під час всього життя, то фенотип, що визначається зовнішніми й внутрішніми ознаками (анатомічними, фізіологічними, біохімічними тощо), може змінюватися під час всього життя.
Психологічна — сукупність психічних процесів, психічних властивостей, психічних станів, психічних утворень. Є результатом успадкування та формування в процесі життєдіяльності особистості. Впливає на сприйняття навколишньої дійсності, працездатність, поведінку людини та інше. 
На соціальну складову людини впливає її соціальне оточення. Воно, залежно від віку людини, умов життєдіяльності, характеру професійної діяльності тощо, може змінювати її свідомість (особисту ментальність).

## Зростання ролі людського фактора
Розвиток суспільства посилює роль людського фактора, який впливає на особливості й темпи розвитку суспільства в усіх його аспектах, особливо в кризові періоди, на етапах якісних перетворень суспільних структур. Людський фактор може як прискорювати його розвиток, так і гальмувати.
З 1970-их років зростає вплив «людського фактора» у техногенній сфері. На цей час 75 % всіх надзвичайних подій було викликано технічними причинами. Ця тенденція пояснюється, що кількість техніки зростає, вона ускладнюється. Причиною аварій можуть стати ще не вивченні технічні відмови та порушення. Для запобігання аварій покращують освіту, кваліфікацію. Проте ці можливості відстають від розвитку техніки та технологій.
Так, якщо у XX ст. причиною авіаційних подій у 50 % становив технічний стан літака, а решта 50 % припадали на людський фактор. На початку XXI ст. це співвідношення вже становило 10 на 90 %. На залізничному транспорті України через людський фактор відбувається більш ніж 80 % транспортних подій.

## Людський фактор в управлінні
У 1920-1930-их роках у США за рахунок підвищення зарплат, премій вдавалося виробляти більше продукції, але не підвищувати ефективність виробництва. Соціологи, до яких звернулися за допомогою, порадили більше показувати людям їх значущість. Якщо працівник бачить увагу до себе, то підвищує свою продуктивність, незалежно від умов праці. В організаціях бізнесу людина мотивується не логікою або фактами, а почуттями.

## Людський фактор у військовій справі
У військовій справі категорія «людський фактор» головним чином використовується у двох значеннях: по-перше, для характеристики взаємодії складної системи «людина – техніка» як причина (детермінант, чинник) якогось явища, найчастіше негативного (дорожньо-транспортна пригода, аварія літака тощо), і, по-друге, як інтегральна сукупність і показник якісних характеристик людського складника бойового потенціалу військових формувань [с. 5].
У визначенні сутності та змісту категорії «людський фактор» існує декілька підходів.
Так В. П. Каширин характеризує людський фактор як реально діючу сукупність духовних і фізичних сил підрозділу, частини та окремих військовослужбовців. Він стверджує, що провідну роль у людському факторі відіграє духовна сторона – те, що прийнято називати моральним духом військ (сил, флоту), особового складу підрозділу, частини.
Моральний дух — це духовна готовність і здатність особового складу переносити випробування війни, тяготи, втрати та труднощі військової служби й добиватися перемоги над ворогом, успішно виконувати військово-службові завдання.
```
За визначенням В. П. Каширина, моральний дух військ (сил флоту) має дві взаємозв’язані сторони: статичну і динамічну
[
5
]
.
```

Статичну сторону він називає морально-психологічним потенціалом підрозділу, частини, як сукупність духовних можливостей особового складу, ступінь його політичної, моральної, правової та ін. свідомості, компетентності, військово-професійної підготовленості, які можуть бути перетворені у фактор досягнення перемоги в бою, війні, виконання військовими формуваннями поставлених військово-службових та інших завдань.
Динамічну сторону В. П. Каширин називає морально-психологічним станом особового складу підрозділу, частини, як ту або іншу ступінь реалізації та прояву морально-психологічного потенціалу військовослужбовців під час  виконання конкретних бойових й інших військово-службових завдань.
Такі ж погляди на сутність і зміст людського фактора, морального духу і морально-психологічного стану висловлювались П.А. Корчемним, В.І. Алещенко [с. 4, 5] та ін.
На думку О. О. Іллюка, людський фактор військових формувань — це сформована об’єктивною дійсністю інтегральна єдність раціональних (мотиваційно-вольових) і чуттєвих (емоційних) якостей особового складу, які спонукають військовослужбовців до виконання військового обов’язку, впливають на їх стан і поведінку, визначають готовність особового складу до виконання службово-бойових завдань та застосування в елементах бойового порядку [с. 93].
На методологічній основі філософських положень про раціональний і чуттєвий рівні психіки людини О. О. Іллюк визначає два складники людського фактора військових формувань — моральний дух і морально-психологічний стан особового складу [с. 166].
Методологічною основою визначення змісту морального духу і морально-психологічного стану особового складу взято філософське положення про формування індивідуальної свідомості під впливом суспільної свідомості, особливості раціонального і чуттєвого рівнів психіки людини та структура суспільної свідомості [с. 93, 94].
Такі ж погляди на сутність і зміст людського фактора, морального духу і морально-психологічного стану мають Ю.В. Турченко, А.В. Сірий та інші.

## Оцінювання людського фактора
Для визначення рівня людського фактора військових формувань (частин, підрозділів) використовуються результати оцінювання морального духу і морально-психологічного стану особового складу,100 бальна шкала оцінювання та чотирирівнева градація отриманих показників. Для дослідження морального духу і морально-психологічного стану застосовуються «Методика оцінювання морального духу особового складу» [с. 38–124]  і «Методика оцінювання морально-психологічного стану особового складу» [с. 125–190] .
Залежно від отриманих показників рівень людського фактора військових формувань (частин і підрозділів) (РЛФ) класифікується як «високий»,  «середній», «низький», «загрозливий», зокрема: 
- «високий», якщо РЛФ [100…67,1];
- «середній», якщо РЛФ [67…50,1];
- «низький», якщо РЛФ [50…33,1];
- «загрозливий», якщо РЛФ [33…0] [с. 94][8].

Інтерпретація отриманих показників рівня людського фактора військових формувань (частин і підрозділів) є такою:
- «високий» РЛФ – за рівнем морального духу і морально-психологічного стану особовий склад до виконання службово-бойових завдань готовий повністю, доцільно залучати на головних напрямках дій та у визначальних елементах бойового порядку;
- «середній» РЛФ – за рівнем морального духу і морально-психологічного стану особовий склад до виконання службово-бойових завдань готовий обмежено, доцільно залучати на другорядних напрямках дій та у відповідних елементах бойового порядку;
- «низький» РЛФ – за рівнем морального духу і морально-психологічного стану особовий склад до виконання службово-бойових завдань не готовий, доцільно залучати на допоміжних напрямках дій та в аналогічних елементах бойового порядку;
- «загрозливий» РЛФ – за рівнем морального духу і морально-психологічного стану особовий склад деморалізований, залучати до виконання службово-бойових завдань не рекомендується [с. 35, 36][4].

Визначити рівень людського фактора військових формувань (частин, підрозділів) можна через застосування «Методичних рекомендацій щодо оцінювання людського фактора військових формувань» .